# ペルオキシアセチルナイトレート
ペルオキシアセチルナイトレート（Peroxyacetyl nitrate）は、ペルオキシアシルナイトレートの一つ。光化学スモッグに含まれる二次汚染物質である。水への溶解度は1.46×105 mgl−1（25℃）。蒸気圧は29.2mmHg （25℃）。